# Bataille de Tamatave
Batailles
Campagne d'Allemagne et d'Autriche
- Sacile
- Teugen-Hausen
- Raszyn
- Abensberg
- Landshut
- Eckmühl
- Ratisbonne
- Neumarkt
- Radzymin (en)
- Caldiero
- Dalmatie
- Ebersberg
- Piave
- Malborghetto
- Linz (en)
- Essling
- Sankt Michael
- Stralsund
- Raab
- Gratz
- Wagram
- Korneuburg
- Stockerau
- Gefrees (en)
- Hollabrunn
- Schöngrabern (en)
- Znaïm
- Ölper

Batailles navales
- Martinique
- Sables-d'Olonne
- Île d'Aix
- Walcheren
- Lissa
- Pelagosa

Campagne de l'île Maurice
- Sainte-Rose
- Saint-Paul
- Île Bonaparte
- Grand Port
- Île de France
- Tamatave

Campagne d'Espagne
Rébellion du Tyrol
La bataille de Tamatave (parfois appelée bataille de Madagascar ou action du 20 mai 1811) a lieu au large de Tamatave, à Madagascar, entre une escadre française et une escadre britannique durant les guerres napoléoniennes. Cet affrontement est considéré comme le dernier combat de la campagne de l'île Maurice, et voit la destruction des derniers renforts français destinés à consolider la défense de l'île Maurice.
Alors que la nouvelle de la prise de l'île de France, en décembre 1810, n'est pas encore parvenue en Europe, le gouvernement impérial envoie depuis Brest plusieurs navires chargés de transporter jusqu'aux Mascareignes le matériel et les troupes devant renforcer les forces déjà présentes dans l'archipel, sous le commandement du capitaine François Roquebert de la frégate Renommée. Les bâtiments arrivent en vue de l'île le 6 mai, et découvrent le lendemain que les Britanniques en sont maîtres. Ceux-ci font appareiller une escadre de la Royal Navy afin de poursuivre et détruire les vaisseaux français.
Le 20 mai, l'escadre britannique, commandée par le capitaine Charles Marsh Schomberg, découvre les Français devant Tamatave, et commence l'attaque, alors que les adversaires sont tous deux gênés par des vents faibles qui les immobilisent la plus grande partie de la journée. Durant la période de temps calme en début de combat, les navires français sont mieux positionnés que leurs ennemis, désorganisés, et infligent à ces derniers des dégâts importants à plusieurs vaisseaux britanniques, avant qu'une brise croissante permette à Schomberg de passer à l'action. Au soir, l'escadre de Roquebert tente de fuir, le commandant sacrifiant son navire amiral - et bientôt sa vie - afin que les frégates Clorinde et Néréide puissent prendre le large. Cinq jours plus tard, la Néréide est à nouveau repérée par les frégates de Schomberg à Tamatave ; déjà fortement endommagée, elle se rend sans combattre. Cette bataille met fin aux tentatives françaises de désorganiser les routes commerciales britanniques de l'océan Indien, et confirme la prédominance de la Royal Navy dans ces eaux jusqu'à la fin du règne de Napoléon Ier.

## Contexte
En août 1810, les forces navales françaises basées à l'île de France obtiennent sur la flotte de la Royal Navy la plus grande victoire navale des guerres napoléoniennes, en capturant ou détruisant quatre frégates britanniques à la bataille de Grand Port. Ce combat permet à la flotte française de récupérer la suprématie militaire dans l'océan Indien, en mettant fin au blocus de l'île organisé par l'escadre du commodore Josias Rowley, qui contestait cette domination. La défaite des Britanniques offre donc une possibilité de victoire aux Français sur ce théâtre d'opération ; les deux commandements s'affairent alors, l'un à transformer cette opportunité en certitude, l'autre à l'en empêcher par tous les moyens. L'événement galvanise les forces en présence, chacun sachant que la victoire ira à celui dont les troupes seront renforcées et ravitaillées en premier. Bien que la marine impériale ait un avantage numérique temporaire, elle manque terriblement de matériel et d'approvisionnement pour réparer ses navires et préparer les prochaines expéditions vers les routes commerciales de la Compagnie britannique des Indes orientales.
La réaction de la Royal Navy est prompte : grâce à la proximité de ses bases de Madras, Le Cap et Rodrigues, une force importante est rassemblée à Rodrigues pour combler les pertes de Rowley et regrouper une force d'invasion de l'île de France, seule solution mettant définitivement fin à la menace française dans la région. Les Français, de leur côté, profitent de leur supériorité numérique en termes de navires pour envoyer le capitaine de frégate Pierre Bouvet faire le blocus de l'île Bonaparte, précédemment prise par la Royal Navy en août. Dans le même temps, une escadre commandée par le capitaine de vaisseau Jacques Hamelin est dépêchée attaquer les renforts britanniques faisant voile vers Rodrigues. Les combats des 13 et 18 septembre 1810 causent de sévères dommages à deux frégates de la Navy, mais le navire-amiral de Hamelin est capturé avec son capitaine, et deux autres frégates françaises ont subi d'importants dégâts. Sans le matériel et l'approvisionnement nécessaire pour pallier l'insuffisance de ses réserves, le gouverneur de l'île de France Charles Decaen ne peut résister à l'invasion britannique, qui advient en novembre de la même année. L'île tombe quelques jours après le débarquement organisé par la Navy.
Les autorités françaises ont bien prévu d'envoyer des renforts à Decaen, mais ceux-ci ne peuvent venir que de métropole, et doivent traverser durant des milliers de milles marins des eaux sous le contrôle des Britanniques. Lorsque le 2 février 1811, à 17 heures, l'escadre de renfort constituée appareille à Brest, la nouvelle de la prise de l'île n'est pas encore connue. L'escadre est composée de trois frégates puissantes, la Renommée, sous le commandement du capitaine François Roquebert, la Clorinde du capitaine Jacques de Saint-Cricq et la Néréide du capitaine Jean-François Lemaresquier. Chaque navire transporte près de 200 soldats pour grossir la garnison insulaire, ainsi que du matériel militaire et de la nourriture pour combler les manques des forces impériales déjà présentes sur place. Le gouvernement français, prévoyant une possible capture de l'île avant l'arrivée de l'escadre, a donné l'ordre à Roquebert de continuer sa route jusqu'à Batavia (sur l'île de Java, dans les Indes orientales néerlandaises) au cas où cette prise serait effective, afin de continuer les opérations contre le commerce britannique depuis ce port allié.

## Voyage de l'escadre française
En 1811, la Royal Navy a établi une suprématie navale mondiale sur les Français, en comprenant les eaux territoriales françaises. Pour éviter d'être attaqués dès leur départ de Brest, l'escadre française doit profiter de la nuit, ou choisir de naviguer durant les tempêtes qui éloignent la flotte britannique des côtes de la France. Mais cela oblige leurs vaisseaux à se battre avec les vents contraires pour quitter les ports ; les navires de Roquebert ne parcourent durant les dix-huit premiers jours de mer que 600 milles. Le 24 février, les Français capturent un bateau de commerce portugais, et découvrent des journaux de Lisbonne qui annoncent l'invasion de l'île de France, sans préciser son issue. Le 13 mars, ils franchissent l'équateur, et le 18 avril, passent le cap de Bonne-Espérance à bonne distance, bénéficiant d'un très beau temps et d'une brise forte et constante durant les dernières étapes du voyage. Le 6 mai à 23 heures, 93 jours après avoir quitté Brest, l'escadre française arrive à l'île de la Passe, à l'entrée de Grand Port.
Depuis six mois qu'ils occupent l'île de France (rebaptisée Maurice), les Britanniques ne sont pas restés inactifs. La flotte d'invasion a été redispersée peu après la capitulation de l'île, et les forces navales restantes ont été mises sous le commandement du capitaine Philip Beaver. Le 5 janvier, un petit transport de dépêches français est capturé devant Port-Louis (auparavant Port Napoléon), et les messages qu'il contient renseignent Beaver sur la composition et la destination de l'escadre de Roquebert. Il est également précisé qu'une seconde force française, destinée également aux opérations dans l'océan Indien, a été assemblée, composée des frégates Nymphe et Méduse. En anticipation à l'arrivée de ces navires, l'amiral Robert Stopford envoie du Cap le capitaine James Hillyar à bord de la HMS Phoebe pour renforcer Beaver à Maurice. Beaver ordonne alors à Hillyar de préparer la réception de l'escadre de Roquebert, avec l'aide des capitaines Woodley Losack de la frégate HMS Galatea et James de Rippe du brick Racehorse. Beaver met également en œuvre des raids pour détruire les derniers ports français de l'océan, en envoyant le brick Eclipse attaquer Tamatave, qui est prise le 12 février. À la fin de la saison des ouragans en mars, Beaver part en personne envahir les Seychelles à bord de la frégate Nisus, puis ramène de Madras des fonds pour stimuler l'économie mauricienne. En son absence, l'île est commandée par le capitaine Charles Marsh Schomberg, de la frégate Astrea.
Lorsque l'escadre de Roquebert arrive devant Grand Port, les navires de Hillyar sont déjà dans le port près à appareiller au premier signal, et le drapeau tricolore flotte sur l'île de la Passe et à d'autres emplacements ; tout cela est fait afin d'attirer les Français dans les bas-fonds de la baie pour les battre, de la même façon que s'était déroulée la bataille de Grand Port l'année précédente. Les signaux d'identification sont échangés entre l'escadre française et la rive, mais Roquebert est prudent : les signaux venant de l'île de la Passe sont obsolètes, et il est au courant de l'invasion via les journaux portugais. Restant au large, le commandant français envoie trois canots aborder la rive de nuit, afin de comprendre la situation exacte de l'île. Capturant deux habitants noirs, un des bateaux revient au matin du 7 mai ; Roquebert apprend de leur bouche que les Britanniques ont pris l'île six mois auparavant. Les deux autres navires sont capturés par les troupes mauriciennes. Le piège de Hillyar éventé, Roquebert fait hisser les couleurs françaises et cingle vers l'est loin de Grand Port, d'où sortent rapidement les bâtiments de la Navy lui donnant la chasse.

## La chasse
Le 8 mai à 4 heures, Roquebert comprend que ses bâtiments, surchargés en hommes et en matériel, sont trop lents pour échapper à l'escadre de Hillyar, alors à 6 milles et se rapprochant rapidement. À 8 heures, il décide de faire demi-tour et de faire face à l'attaque plutôt que d'être rattrapé. Hillyar, conscient que ses vaisseaux sont moins puissants au combat que ceux de Roquebert, les maintient à distance en anticipant l'arrivée de Schomberg avec l’Astrea, venu de Port Louis, qui a été averti dans la nuit en urgence. Tandis que les navires britanniques reculent autour de l'île Ronde, au nord-est de Maurice, Roquebert profite du passage de l'escadre britannique entre l'île Ronde et l'île aux Serpents pour cesser la poursuite et repartir vers le sud, tentant de s'échapper avant que Hillyar et Schomberg ne se rejoignent. Hillyar rentre de son côté à Port Louis, où ses navires arrivent le 12 mai, bien que Losack, soutenu par de nombreux membres d'équipage de la Phoebe et de la Galatea, ait vigoureusement protesté contre l'abandon de la poursuite, sans convaincre son commandant.
L'escadre de Roquebert vogue donc vers l'ouest, aux abords de l'île Bourbon (anciennement île Bonaparte), cherchant à organiser des attaques sur sa côte pour récupérer dans les magasins ennemis l'approvisionnement pour ses troupes, qui baisse dangereusement. Bien que la garnison britannique ne soit pas très importante, l'énorme ressac des plages bourbonnaises oblige Roquebert à rationner ses hommes, et à partir vers Tamatave, qu'il atteint le 19 mai. Les forces britanniques qui y sont présentes, soit une centaine d'hommes du 22e régiment d'infanterie à pied, souffrent de la malaria et se rendent sans combattre, laissant les Français libres de trouver dans la ville l'eau et la nourriture qui leur manque.
Lorsque l'escadre de Hillyar arrive à Port Louis, Schomberg en prend le commandement, et repart avec elle le 14 mai, suivant la direction supposée prise par les Français. Visant directement Tamatave, seul point de ravitaillement entre Bourbon et Le Cap, Schomberg rattrape rapidement le retard pris, et lorsqu'il arrive le 20 mai, les navires de la marine impériale sont toujours dans le port malgache. Toute la journée, les vents trop légers et les périodes de calme qui les séparent obligent les deux commandants à attendre avant de commencer les hostilités. Roquebert achève son avitaillement à midi, et sort du port en ligne de bataille, la Clorinde suivie de la Renommée et de la Néréide, tandis que les Britanniques, tentant de suivre une manœuvre similaire en plaçant l’Astrea en tête de ligne, voient leur formation déliée peu à peu par les caprices de la brise.

## Le combat

### Engagement

Positions en début de combat.

L'affrontement commence à 16 heures, lorsque la Renommée engage l’Astrea à la limite de sa portée. L'escadre britannique riposte, les feux de la Phoebe et la Galatea se joignant à celui de l’Astrea au fur et à mesure de l'approche ; la grande distance qui séparent les escadres et le peu de vitesse acquise par les navires limitent les dégâts occasionnés. Peu à peu, les navires britanniques s'éloignent involontairement des Français, au grand désespoir de Schomberg qui tente sans succès de les faire revenir plus près. Les bâtiments de la Royal Navy encalminés, les navires de Roquebert se rapprochent, utilisant le vent pour mettre leurs bordées face à la poupe de leurs adversaires. Dans cette position, les Français peuvent faire feu en enfilade, la Clordinde concentrant son tir sur la Phoebe, tandis que la Renommée vise la Galatea. La Néréide, à l'arrière, ne peut manœuvrer correctement dans ces vents trop faibles, et n'est pas assez proche pour pouvoir toucher l’Astrea ou le Racehorse, auxquels elle adresse tout de même une canonnade stérile.
Durant les deux heures suivantes, la Néréide s'avance vers la Phoebe, enserrant la frégate britannique avec la Clorinde et l'exposant à un double feu destructeur. Les deux escadres sont quasiment à l'arrêt faute de vent, et bien que Schomberg ait ordonné à de Rippe d'utiliser ses canots pour remorquer le Racehorse vers la zone d'engagement, le brick est toujours à plus d'un mille de celle-ci à 18 heures 30. C'est alors que la brise se lève, et que Hillyar peut se mouvoir, se rapprochant de la Néréide pour l'aborder. Déportées par les vents faibles, la Renommée et la Clorinde ne peuvent venir à l'aide de Lemaresquier ; en une demi-heure, l'assaut de la Phoebe a infligé de très importants dommages à la Néréide, qui ne peut plus répliquer, tandis que son capitaine a été tué. Pendant ce combat, les autres frégates françaises, encalminées à leur tour, concentrent leur feu sur la Galatea, lui causant des dégâts considérables. Lorsque la brise est assez forte pour les dégager, à 19 heures, elles progressent vers la Phoebe, tandis que Losack leur tire dessus tant qu'il peut, avant de se retirer vers l'ouest et d'informer Schomberg que son navire ne peut plus participer à la bataille. Voguant toujours vers l'ouest avec son gréement et sa mâture totalement démantelés, un signal de détresse à sa cime, la frégate britannique s'enfonce dans l'obscurité naissance à 20 heures 30. La Phoebe recule face à l'attaque française et rejoint Schomberg.
Le vent forçant peu à peu, Schomberg rassemble ses forces et les dirige sur l'escadre de Roquebert. La Clorinde et la Renommée se regroupent pour défendre la Néréide, dont l'équipage tente de faire des réparations de fortune, et l'escadre vogue de manière chancelante vers le nord-ouest, en direction de Madagascar. Suivant la lumière des lanternes françaises, Schomberg les poursuit dans la pénombre, et lorsqu'un des hommes de la Clorinde passe par-dessus bord, et que celle-ci s'arrête pour le secourir à 21 heures 50, Roquebert est forcé de la protéger pour éviter qu'elle soit submergée par le nombre. Amenant la Renommée directement sur l’Astrea, Roquebert ouvre le feu à courte distance, mais est rapidement encerclé par l’Astrea à un bord, le Racehors à l'autre, et la Phoebe à sa poupe. Durant les vingt-cinq minutes de combat forcené qui suivent, Roquebert est tué, et le vaisseau-amiral de l'escadre est ravagé, se rendant après qu'un tir venu du Racehorse ait mis le feu à sa grand-voile. Les vaisseaux britanniques sont également fortement endommagés : le brick n'est plus capable d'envoyer un canot prendre possession du navire français, à cause de la chute d'un mât de hune ; les canots de l’Astrea ont été terriblement ravagés par les tirs, et prennent fortement l'eau durant le court va-et-vient jusqu'à la frégate sinistrée ennemie.

### Dénouement
Alors que la Renommée engage l'ensemble de l'escadre britannique, le capitaine de Saint-Cricq de la Clorinde reste hors de portée, laissant son commandant affronter seul les navires de la Royal Navy. Une fois que la Renommée capitule, Saint-Cricq fait voile plein nord, laissant derrière lui la Néréide. Suivie de près par l’Astrea et la Phoebe, la Clorinde s'échappe dans la nuit le 21 mai à 2 heures, ses poursuivants étant ralentis par les dégâts qu'ils ont subis en combattant la Renommée. Dans la nuit, Schomberg rassemble la Phoebe, l’Astrea et le Racehorse et atteint la Renommée à l'aube du 21. Un équipage de prise de sept hommes monte à bord, suffisant pour manœuvrer la frégate avec les prisonniers français jusqu'à ce que Schomberg puisse, le matin suivant, remplacer ces derniers par des marins britanniques. L'escadre ainsi groupée est alors en vue de la Galatea, qui repart droit sur Port Louis, incertaine de la nationalité de ces vaisseaux dont la puissance est à l'évidence supérieure à la sienne.
Pendant qu'il organise les réparations de ses navires, notamment sur la Phoebe, particulièrement éreintée par la bataille, Schomberg envoie le Racehorse à Tamatave pour se renseigner sur la situation qui y règne. De Rippe revient le 24 mai et lui apprend que la Néréide a rejoint le port, et que la ville est aux mains des Français. L'escadre vogue alors directement sur le port malgache, mais un coup de vent les ralentit et ils n'y arrivent que dans l'après-midi du 25. Bien que les Britanniques n'aient aucune connaissance précise des récifs coralliens qui sont présents à l'entrée de la baie, et que les bâtiments sont mal positionnés pour attaquer les Français, Schomberg envoie De Rippe sous pavillon blanc. Le capitaine de la Royal Navy y rencontre le commandant français, le lieutenant François Ponée (qui a remplacé Lemaresquier, tué dans l'affrontement précédent) pour lui proposer de se rendre sans conditions, lui expliquant faussement que la Renommée et la Clorinde ont été prises tous les deux. Ponée refuse tout d'abord la demande, exigeant que l'équipage de la Néréide et la garnison de Tamatave puissent être rapatriés en France si la frégate, la ville et la batterie de 12 qui les défend sont livrées à Schomberg. Ce dernier accepte ces conditions, et les Français se rendent sans autre résistance.
La Clorinde, ayant subi peu de dommages durant la bataille, a pu semer sans problème ses poursuivants britanniques. Désormais sans possibilité de trouver un port allié dans l'océan Indien, Saint-Cricq se dirige vers les Seychelles, se dissimulant entre les îles jusqu'au 7 juin. Le 26 juin, la frégate atteint Diego Garcia, et y glane de l'eau fraîche et des noix de coco, avant de repartir vers la France, en contradiction avec les ordres donnés à l'escadre à son départ de Brest, à savoir continuer jusqu'à Batavia. Le 1er août, la Clorinde passe le cap de Bonne-Espérance, en dépouillant dans l'Atlantique les navires marchands britanniques et américains de leurs provisions pour remplacer les siennes. Le 24 septembre, la frégate impériale rencontre l'escadre de la Navy faisant le blocus de Brest. Elle est prise en chasse par le navire de ligne HMS Tonnant, commandé par le capitaine John Gore. Bien que ce navire vienne assez près de la Clorinde pour lui envoyer toute sa bordée, Gore ne peut rattraper Saint-Cricq, et est obligé de le laisser partir lorsque celui-ci se met sous la protection des batteries de la baie des Trépassés ; la frégate française mouille ensuite l'ancre au port de Brest à 17 heures.

## Conséquences
Saint-Cricq est très sévèrement critiqué pour avoir ne pas avoir soutenu Roquebert lors de son dernier combat, et pour avoir ignoré les ordres lui intimant de se rendre à Batavia en cas de capture de l'île de France. En mars 1812, il est jugé en cour martiale sur la base de ces accusations ; déclaré coupable de négligence envers ses devoirs, il est démis de ses fonctions et écarté du service, expulsé de la Légion d'honneur et condamné à trois d'emprisonnement. Napoléon Ier considère que Saint-Cricq aurait dû être fusillé pour avoir abandonné son commandement.
Des critiques sont également émises envers l'escadre britannique victorieuse, Schomberg ayant fait l'éloge de l’Astrea et de la Phoebe, tout en omettant totalement la conduite de la Galatea et du Racehorse de son rapport. Le capitaine Losack est notamment outragé par le jugement de Schomberg, qui estime que le signal de détresse hissé sur la Galatea était une réaction exagérée face à l'ennemi, alors que la frégate compte plus de pertes que tout le reste de l'escadre,. Losack demande alors une cour martiale pour écarté toute accusation de lâcheté concernant son attitude, mais l'Amirauté refuse, expliquant que sa conduite a été parfaitement satisfaisante à leurs yeux. L'historien naval William James estime que la Royal Navy approuve ainsi Losack, les critiques de Schomberg ayant été jugées trop sévères.
À cause des sautes de vent du 20 mai, certains navires sont plus fortement impliqués que les autres dans le combat ; les dégâts sont répartis dans les escadres de manière très inégale. D'après les rapports français de la bataille, la Renommée compte 93 hommes tués ou blessés, comprenant Roquebert (tué), et son premier lieutenant et le commandant des fusiliers marins, gravement blessés ; selon le rapport britannique, ce compte monte à 145 personnes touchées. Les rapports français indiquent également que la Néréide a également été elle aussi très touchée : 25 morts, dont le capitaine Lemaresquier, et 32 blessés (le rapport britannique procède là encore à un compte supérieur de 130 hommes blessés ou tués). La Clorinde, qui a causé des dégâts importants à la Galatea lorsque l'escadre britannique était immobile, mais qui n'a pas secouru la Renommée contre l'attaque de Schomberg, n'a perdu qu'un homme, six autres étant blessés. Les pertes britanniques sont moins importantes, mais restent conséquentes : la Galatea a 16 hommes tués et 46 blessés, la Phoebe 7 tués et 24 blessés, et l’Astraea 2 tués et 16 blessés. Le Racehorse, bien que sa mâture et son gréement aient été fortement endommagés, ne compte aucune perte,.
Les vaisseaux capturés sont tous deux rachetés par la Royal Navy et remis en service. La Renommée devient la Java, la Néréide est rebaptisée Madagascar. Près de quarante ans après la bataille, une agrafe de la Naval General Service Medal commémore cette bataille, et est remise à tous les participants encore vivants en 1847. Ce combat marque la fin des opérations françaises dans l'océan Indien durant les guerres napoléoniennes ; leurs bases d'opérations aux mains du Royaume-Uni, toute opération dans la région nécessiterait un nombre de navires trop important, alors qu'au même moment, la France ne peut même plus protéger les abords de ses ports en métropole, comme l'accrochage entre la Clorinde et le Tonnant l'a démontré. Cet affrontement met également fin à la menace pesant sur la flotte marchande britannique, spécialement sur les Indiamen, dans l'océan Indien, ce qui permet d'alléger la présence de la Royal Navy dans le secteur, et de redéployer ses vaisseaux. En dehors de quelques petits ports hollandais dans les indes orientales, tout ce qui se trouve à l'est du Cap se trouve désormais dans les mains des Britanniques, de leurs alliés ou de nations neutres.

## Ordre de bataille
| Escadre du capitaine Schomberg                     | Escadre du capitaine Schomberg | Escadre du capitaine Schomberg | Escadre du capitaine Schomberg | Escadre du capitaine Schomberg         | Escadre du capitaine Schomberg | Escadre du capitaine Schomberg | Escadre du capitaine Schomberg | Escadre du capitaine Schomberg | Escadre du capitaine Schomberg | Escadre du capitaine Schomberg |
| Navire                                             | Rang                           | Canons                         | Marine                         | Commandant                             | Pertes                         | Pertes                         | Pertes                         | Notes                          |                                |                                |
| Navire                                             | Rang                           | Canons                         | Marine                         | Commandant                             | Tués                           | Blessés                        | Total                          | Notes                          |                                |                                |
| -------------------------------------------------- | ------------------------------ | ------------------------------ | ------------------------------ | -------------------------------------- | ------------------------------ | ------------------------------ | ------------------------------ | ------------------------------ | ------------------------------ | ------------------------------ |
| HMS Astraea                                        | Cinquième rang                 | 36                             |                                | Capitaine Charles Marsh Schomberg (en) | 2                              | 16                             | 18                             |                                |                                |                                |
| HMS Racehorse                                      | Sixième rang                   | 20                             |                                | Capitaine James de Rippe               | 0                              | 0                              | 0                              |                                |                                |                                |
| HMS Phoebe                                         | Cinquième rang                 | 36                             |                                | Capitaine James Hillyar (en)           | 7                              | 24                             | 31                             |                                |                                |                                |
| HMS Galatea                                        | Cinquième rang                 | 36                             |                                | Capitaine Woodley Losack (en)          | 16                             | 46                             | 62                             |                                |                                |                                |
| Pertes totales : 25 tués, 86 blessés, 111 en tout. |                                |                                |                                |                                        |                                |                                |                                |                                |                                |                                |

| Escadre du capitaine Roquebert | Escadre du capitaine Roquebert | Escadre du capitaine Roquebert | Escadre du capitaine Roquebert | Escadre du capitaine Roquebert              | Escadre du capitaine Roquebert | Escadre du capitaine Roquebert | Escadre du capitaine Roquebert | Escadre du capitaine Roquebert                                              | Escadre du capitaine Roquebert | Escadre du capitaine Roquebert |
| Navire | Rang                           | Canons                         | Marine                         | Commandant                                  | Pertes                         | Pertes                         | Pertes                         | Notes                                                                       |                                |                                |
| Navire | Rang                           | Canons                         | Marine                         | Commandant                                  | Tués                           | Blessés                        | Total                          | Notes                                                                       |                                |                                |
| --- | ------------------------------ | ------------------------------ | ------------------------------ | ------------------------------------------- | ------------------------------ | ------------------------------ | ------------------------------ | --------------------------------------------------------------------------- | ------------------------------ | ------------------------------ |
| Clorinde | Cinquième rang                 | 40                             |                                | Capitaine Jacques de Saint-Cricq            | 1                              | 6                              | 7                              | Rescapée. Atteint Brest le 24 septembre.                                    |                                |                                |
| Renommée | Cinquième rang                 | 40                             |                                | Capitaine François Roquebert †              | –                              | –                              | 93                             | Capturée le 20 mai. La Royal Navy la met en service et la renomme HMS Java. |                                |                                |
| Néréide | Cinquième rang                 | 40                             |                                | Capitaine Jean-François Lemaresquier (en) † | 24                             | 32                             | 56                             | Capturée le 25 mai. La Royal Navy la commissionne et la renomme HMS Java.   |                                |                                |
| Note : les comptes des pertes françaises sont différents selon les Français ou les Britanniques. Ces derniers estiment les pertes à 145 personnes pour la Renommée et 130 pour la Néréide. |                                |                                |                                |                                             |                                |                                |                                |                                                                             |                                |                                |
| Pertes totales : 156 tués ou blessés. |                                |                                |                                |                                             |                                |                                |                                |                                                                             |                                |                                |
| James 2002, p. 20–21, Clowes 1997, p. 486. |                                |                                |                                |                                             |                                |                                |                                |                                                                             |                                |                                |

Précisions
- Le symbole † indique que l'officier a été tué durant le combat ou est mort des blessures reçues durant celui-ci peu après.
- Les bateaux sont rangés selon leur placement dans la ligne de bataille.
- = Royal Navy,  = Marine impériale française.